# Гібсон (Джорджія)
Гібсон (англ. Gibson) — місто (англ. city) в США, в окрузі Ґлескок штату Джорджія. Населення — 630 осіб (2020).

## Географія
Гібсон розташований за координатами 33°13′55″ пн. ш. 82°35′54″ зх. д. / 33.23194° пн. ш. 82.59833° зх. д. (33.232013, -82.598453).  За даними Бюро перепису населення США в 2010 році місто мало площу 2,69 км², з яких 2,65 км² — суходіл та 0,04 км² — водойми.

## Демографія
Згідно з переписом 2010 року, у місті мешкали 663 особи в 256 домогосподарствах у складі 150 родин. Густота населення становила 246 осіб/км².  Було 324 помешкання (120/км²).
Расовий склад населення:
| - 86,6 % — білих - 11,8 % — чорних або афроамериканців - 0,2 % — корінних американців |

До двох чи більше рас належало 1,2 %. Частка іспаномовних становила 0,3 % від усіх жителів.
За віковим діапазоном населення розподілялося таким чином: 23,2 % — особи молодші 18 років, 48,7 % — особи у віці 18—64 років, 28,1 % — особи у віці 65 років та старші. Медіана віку мешканця становила 46,5 року. На 100 осіб жіночої статі у місті припадало 67,8 чоловіків;  на 100 жінок у віці від 18 років та старших — 64,7 чоловіків також старших 18 років.
Середній дохід на одне домашнє господарство  становив 40 178 доларів США (медіана — 31 250), а середній дохід на одну сім'ю — 51 246 доларів (медіана — 49 583). Медіана доходів становила 41 818 доларів для чоловіків та 17 258 доларів для жінок. За межею бідності перебувало 19,3 % осіб, у тому числі 28,2 % дітей у віці до 18 років та 3,6 % осіб у віці 65 років та старших.
Цивільне працевлаштоване населення становило 251 осіб. Основні галузі зайнятості: освіта, охорона здоров'я та соціальна допомога — 31,9 %, роздрібна торгівля — 12,0 %, виробництво — 11,2 %, будівництво — 10,8 %.